# Rajd Monte Carlo 2006

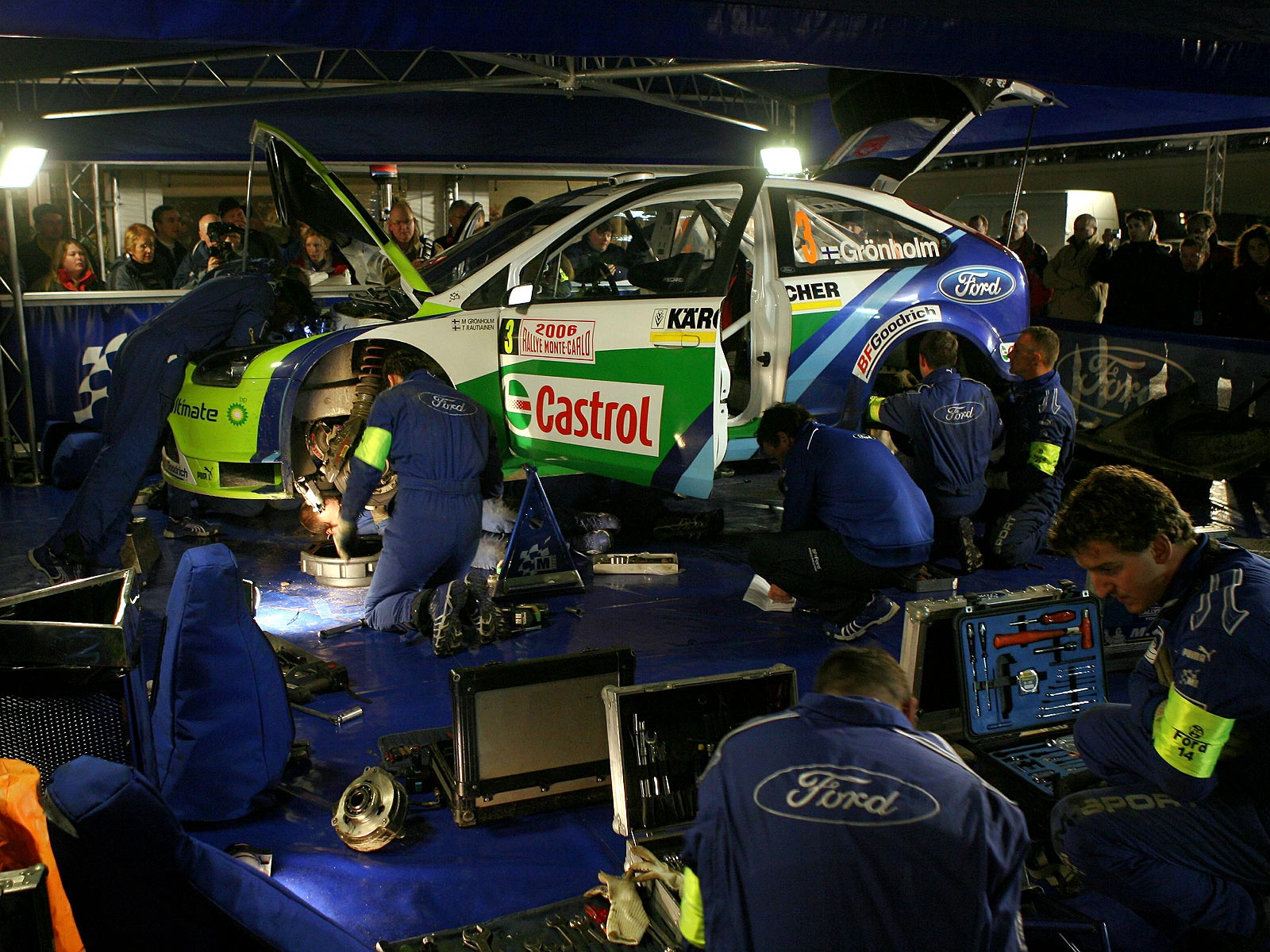
Samochód Marcusa Grönholma podczas rajdu

Rezultaty Rajdu Monte Carlo w 2006 roku, który odbył się w dniach 20–22 stycznia:

## Zwycięzcy odcinków specjalnych
| Dzień      | OS   | Godzina | Nazwa                          | Długość  | Zwycięaca       | Czas     | Śred. pręd. | Lider rajdu |
| ---------- | ---- | ------- | ------------------------------ | -------- | --------------- | -------- | ----------- | ----------- |
| 1 (20 sty) | SS1  | 08:33   | St Sauveur Sur Tinee – Beuil 1 | 22.22 km | S. Loeb         | 15:14.0  | 87,6 km/h   | S. Loeb     |
| 1 (20 sty) | SS2  | 09:31   | Guillaumes – Valberg 1         | 13.60 km | M. Grönholm     | 9:37.2   | 84,8 km/h   | S. Loeb     |
| 1 (20 sty) | SS3  | 10:19   | Pierlas – Ilonse 1             | 23.22 km | odwołany        | odwołany | odwołany    | S. Loeb     |
| 1 (20 sty) | SS4  | 14:25   | St. Sauveur Sur Tinee – Beui 2 | 22.22 km | S. Loeb         | 14:43.9  | 90,5 km/h   | S. Loeb     |
| 1 (20 sty) | SS5  | 15:23   | Guillaumes – Valberg 2         | 13.60 km | F. Duval        | 9:43.3   | 83,9 km/h   | S. Loeb     |
| 1 (20 sty) | SS6  | 16:11   | Pierlas – Ilonse 2             | 23.22 km | M. Grönholm     | 18:47.6  | 74,1 km/h   | M. Grönholm |
| 2 (21 sty) | SS7  | 07:53   | Sigale – Bif. D10/D110         | 22.54 km | S. Loeb         | 16:50.4  | 80,3 km/h   | M. Grönholm |
| 2 (21 sty) | SS8  | 09:06   | St. Antonin – Toudon 1         | 20.22 km | S. Loeb         | 14:41.2  | 82,6 km/h   | M. Grönholm |
| 2 (21 sty) | SS9  | 10:19   | La Tour Sur Tinee – Utelle 1   | 18.73 km | S. Loeb         | 15:41.5  | 71,6 km/h   | M. Grönholm |
| 2 (21 sty) | SS10 | 14:30   | St. Antonin – Toudon 2         | 20.22 km | S. Loeb         | 14:21.2  | 84,5 km/h   | M. Grönholm |
| 2 (21 sty) | SS11 | 15:43   | La Tour Sur Tinee – Utelle 2   | 18.73 km | odwołany        | odwołany | odwołany    | M. Grönholm |
| 2 (21 sty) | SS12 | 16:38   | La Bollene Vesubie – Sospel 1  | 31.25 km | S. Loeb         | 24:03.1  | 78,0 km/h   | M. Grönholm |
| 3 (22JAN)  | SS13 | 07:55   | Col de Braus – La Cabanette 1  | 12.60 km | S. Loeb         | 12:16.2  | 61,6 km/h   | M. Grönholm |
| 3 (22JAN)  | SS14 | 08:23   | Col St. Roch – Lantosque 1     | 14.45 km | T. Gardemeister | 11:20.0  | 76,5 km/h   | M. Grönholm |
| 3 (22JAN)  | SS15 | 08:56   | La Bollene Vesubie – Sospel 2  | 31.25 km | S. Loeb         | 24:07.0  | 77,7 km/h   | M. Grönholm |
| 3 (22JAN)  | SS16 | 11:44   | Col de Braus – La Cabanette 2  | 12.60 km | S. Loeb         | 11:38.5  | 64,9 km/h   | M. Grönholm |
| 3 (22JAN)  | SS17 | 12:12   | Col St. Roch – Lantosque 2     | 14.45 km | M. Stohl        | 10:56.4  | 79,3 km/h   | M. Grönholm |
| 3 (22JAN)  | SS18 | 12:45   | La Bollene Vesubie – Sospel 3  | 31.25 km | M. Stohl        | 23:02.8  | 81,4 km/h   | M. Grönholm |

## Klasyfikacja ostateczna
| Msc.    | Kierowca           | Pilot            | Samochód                  | Czas      | Strata  | Grupa | Punkty |
| WRC     | WRC                | WRC              | WRC                       | WRC       | WRC     | WRC   | WRC    |
| ------- | ------------------ | ---------------- | ------------------------- | --------- | ------- | ----- | ------ |
| 1.      | Marcus Grönholm    | Timo Rautiainen  | Ford Focus WRC '06        | 4:11:43.9 | 0.0     | A8 M  | 10     |
| 2.      | Sébastien Loeb     | Daniel Elena     | Citroën Xsara WRC         | 4:12:45.7 | 1:01.8  | A8 M  | 8      |
| 3.      | Toni Gardemeister  | Jakke Honkanen   | Peugeot 307 WRC           | 4:13:07.0 | 1:23.1  | A8    | 6      |
| 4.      | Manfred Stohl      | Ilka Minor       | Peugeot 307 WRC           | 4:13:26.2 | 1:42.3  | A8 M  | 5      |
| 5.      | Stéphane Sarrazin  | Stéphane Prévot  | Subaru Impreza WRC 2006   | 4:15:04.1 | 3:20.2  | A8 M  | 4      |
| 6.      | Chris Atkinson     | Glenn MacNeall   | Subaru Impreza WRC '05    | 4:16:46.3 | 5:02.4  | A8    | 3      |
| 7.      | Mikko Hirvonen     | Jarmo Lehtinen   | Ford Focus WRC '06        | 4:18:03.4 | 6:19.5  | A8 M  | 2      |
| 8.      | Dani Sordo         | Marc Marti       | Citroën Xsara WRC         | 4:18:59.1 | 7:15.2  | A8    | 1      |
| PWRC    |                    |                  |                           |           |         |       |        |
| 1.(17.) | Fumio Nutahara     | Daniel Barritt   | Mitsubishi Lancer Evo IX  | 4:37:59.1 | 0.0     | N4    | 10     |
| 2.(21.) | David Higgins      | Ross Butler      | Mitsubishi Lancer Evo VII | 4:44:30.9 | 6:31.8  | N4    | 8      |
| 3.(29.) | Nasser Al-Attiyah  | Chris Patterson  | Subaru Impreza            | 4:55:13.2 | 17:14.1 | N4    | 6      |
| 4.(39.) | Stefano Marrini    | Tiziana Sandroni | Mitsubishi Lancer Evo VII | 5:08:59.1 | 31:00.0 | N4    | 5      |
| 5.(41.) | Jari-Matti Latvala | Miikka Anttila   | Subaru Impreza WRX STI    | 5:12:08.5 | 34:09.4 | N4    | 4      |

1. ↑  Litera M przy oznaczeniu grupy do której należy samochód oznacza, iż tylko ci kierowcy zdobywali punkty dla swoich zespołów liczonych w klasyfikacji producentów na koniec sezonu.

## Klasyfikacja po 1 rundzie
Tabele przedstawiają tylko pięć pierwszych miejsc.

### Kierowcy
| Lp. | Kierowca          | Pkt |
| --- | ----------------- | --- |
| 1   | Marcus Grönholm   | 10  |
| 2   | Sébastien Loeb    | 8   |
| 3   | Toni Gardemeister | 6   |
| 4   | Manfred Stohl     | 5   |
| 5   | Stéphane Sarrazin | 4   |

### Producenci
| Lp. | Producent                | Pkt |
| --- | ------------------------ | --- |
| 1   | BP Ford World Rally Team | 14  |
| 2   | Kronos Total Citroën WRT | 11  |
| 3   | OMV Peugeot Norway       | 6   |
| 4   | Subaru World Rally Team  | 5   |
| 5   | Red Bull Škoda           | 3   |